# Allra kristligaste konung
Allra kristligaste konung (eller allra kristligaste majestät), lat., Rex christianissimus, fr. Sa majesté très chrétienne, en hederstitel för Frankrikes kungar, vilken redan den för arianismens övervinnande verksamme kung Klodvig I ska ha burit. 
Officiellt tilldelade påven Paul II år 1469 denna titel åt Ludvig XI av Frankrike, och den bars sedan av de franska kungarna av den äldre bourbonska linjen (till och med Karl X). Se uppsats av jesuiten Daniel i "Journal des savants" (1720).